# Kieran O'Brien
Kieran O'Brien (Rochdale, Inglaterra, 1973) es un actor británico de cine y televisión.

## Filmografía (parcial)
- Sexualidad virtual (1999) - Alex Thorne
- Band of Brothers (2001)
- 24 Hour Party People (2002) - Nathan
- 9 Songs (2004) - Matt
- The Road to Guantanamo (2006)
- The Look of Love (2013)
- Chernobyl (2019) - Valery Khodemchuk